# 이음교통
이음교통는 울산광역시 지선버스 운송업체로, 본사는 울산광역시 울주군 청량읍에 있다.

## 연혁
- 2024년 11월 8일 울산광역시 울주군 율리에서 이음교통 주식회사 설립.

## 보유 차종
현대 카운티로 운행한다.